# Elmis maugetii
Elmis maugetii é uma espécie de insetos coleópteros polífagos pertencente à família Elmidae.
A autoridade científica da espécie é Latreille, tendo sido descrita no ano de 1798.
Trata-se de uma espécie presente no território português.